# 김승규 (축구 선수)
김승규(金承奎, 1990년 9월 30일~)는 대한민국의 축구 선수로 현재 일본 J1리그의 FC 도쿄에서 골키퍼로 활동 중이며 2014년 아시안 게임 금메달리스트이다.

## 어린 시절
울산광역시 동구 출신으로 전하초등학교에서 축구를 시작한 뒤 현대중학교, 현대고등학교를 거쳤고 또한 2003년 현대중학교와 울산 현대와의 협약으로 창단한 산하 유스팀 축구부 멤버이기도 하다.

## 구단 경력

### 울산 현대1기
현대고등학교 1학년 때이던 2006년 울산 현대와 프로 입단 계약을 체결한 후 2006 K리그 드래프트에서 우선 지명으로 입단했지만 입단 후 1군에서는 바로 뛰지 못했고 울산 현대 U-18 유스팀에서 활동했다.
그러다가 2008년 11월 22일 홈에서 열린 동해안 더비 라이벌팀 포항 스틸러스와의 2008년 K리그 챔피언십 6강 플레이오프에서 연장 후반 14분 교체 투입을 통해 프로 무대 데뷔전을 치르자마자 승부차기에서 상대팀 1번 키커이자 동향 선배인 노병준과 2번 키커인 김광석의 슈팅을 막아내며 최종 3위 입상에 기여하는 인상적인 활약을 선보였다.
그 후 2015 시즌까지 공식전 134경기에 출전하는 동안 2009년 리그컵 준결승, 2011년 K리그 준우승, 2011년 리그컵 우승, 2012년 FA컵 준결승, 2012년 AFC 챔피언스리그 우승, 2015년 FA컵 준결승 진출 등에 기여하며 울산의 골문을 든든히 지켰으며 2014년 K리그 올스타전에서는 팬투표에서 99933표를 얻었고 팬 투표와 K리그 클래식 감독과 주장 투표를 환산한 점수 부문에서도 72점으로 1위를 차지하면서 올스타 투표 최고의 별로 등극했다.
그리고 2015년 K리그 올스타전에서도 골키퍼 부문 팬 투표 1위를 차지하며 팀 최강희에 선발되었음에도 불구하고 편도염으로 병원에 입원하면서 출전이 무산되었고 본 대회가 임박한 상황에서 결국 김병지 선수가 올스타전 풀타임을 소화하였다.

### 비셀 고베
2015 시즌까지 울산의 주전 골키퍼로 맹활약하다가 2016 시즌을 앞두고 일본 J1리그의 비셀 고베로 트레이드되며 생애 첫 해외 리그 무대를 밟았고 이후 2019 시즌 중반까지 공식전 121경기에 출전하며 2017년 천황배 준결승 진출에 기여했다.

### 울산 현대 2기
2019 시즌이 진행 중이던 7월 24일 친정팀인 울산 현대로 복귀한 뒤 FC 서울과의 2019년 K리그1 23라운드 경기에서 황일수의 득점을 어시스트하면서 프로 데뷔 11년만에 첫 공격포인트를 올렸으나 4개월 후 열린 포항 스틸러스와의 최종 38라운드에서 무리한 스로인 실책으로 허용준에게 득점을 헌납하는 등 무려 4골을 얻어맞고 1-4로 참패하며 다 잡았던 14년만의 리그 우승 트로피를 현대가 더비 라이벌인 전북 현대 모터스에게 내주고 말았다.

### 가시와 레이솔
악몽 같았던 2019 시즌이 마무리되고 일본 J1리그의 가시와 레이솔로 이적하며 반년만에 J리그 무대로 복귀했지만 이 과정에서 친정팀인 울산 팬들로부터 쏟아진 비난을 감수해야 했다.
그럼에도 불구하고 2022 시즌까지 공식전 77경기에 출전하며 2020년 J리그컵 준우승을 이끄는 등 3시즌동안 가시와 레이솔의 주전 수문장으로 활약했다.

### 알샤바브 FC
2022-23 시즌을 앞두고 사우디 프로페셔널리그의 알샤바브 FC로 둥지를 틀며 대한민국 골키퍼로는 처음으로 중동 리그 무대를 밟은 뒤 2022-23 시즌 공식전 37경기에 출전했고 특히 리그 30경기에 모두 출전하여 이 중 11경기 클린시트 작성으로 알이티하드 클럽의 마르셀루 그로히, 알힐랄 SFC의 압둘라 알마유프에 이어 이 부문 3위에 이름을 올리며 팀의 2회 연속 리그 4위 입성에 기여하는 등 중동 리그에 데뷔하자마자 알샤바브의 주전 골키퍼로 입지를 굳혔다.
그리고 2022년 AFC 챔피언스리그에도 출전하여 2경기 6세이브를 기록하며 팀의 8강 진출을 이끌었고 특히 8강에서 알두하일 SC를 상대로 4세이브를 기록하며 분전했지만 팀의 수비진의 뼈아픈 실수로 인해 1-2로 패하면서 2010년 이후 12년만의 아시아 챔피언스리그 엘리트 준결승 문턱에서 고배를 마셨다.

## 국가대표팀 경력

### 대한민국 U-17
프로 선수로는 유일하게 U-17 대표팀에 차출된 뒤 2006년 AFC U-17 챔피언십에 출전했지만 팀은 8강에서 타지키스탄에 0-1로 일격을 당하며 2회 연속 AFC U-17 아시안컵 8강 탈락의 고배를 마셨고 이듬해 자국에서 열린 2007년 FIFA U-17 월드컵 본선에도 출전했지만 1승 2패·A조 3위(최종 18위)에 그치며 조별리그에서 탈락하는 수모를 당했다.

### 대한민국 U-20
U-20 대표팀 소속으로 2008년 AFC U-19 챔피언십에 출전하여 5경기 2실점 3클린시트를 기록하며 4회 연속 U-20 월드컵 본선 진출이자 통산 11번째 U-20 월드컵 본선 진출을 이끌었고 이듬해에 열린 2009년 FIFA U-20 월드컵 본선에서도 4경기 4실점 2클린시트를 기록하며 남북단일팀으로 출전했던 1991년 대회 이후 18년만의 U-20 월드컵 8강 진출의 업적을 이끌었다.

### 대한민국 U-23
2010년 아시안 게임에서 U-23 대표팀의 주전 골키퍼로 6경기 6실점 2클린시트를 기록하면서 U-23 대표팀의 3회 연속 아시안 게임 준결승 진출을 이끌었으나 준결승에서 아랍에미리트에 일격을 당하며 동메달에 머물렀다.
그 후 2012년 하계 올림픽에서는 대회 직전 입은 부상에 발목이 잡히면서 올림픽 최종 명단에서 배제되었지만 2년 후 자국에서 열린 2014년 아시안 게임에서는 당시 독일 분데스리가에서 뛰고 있던 박주호와 소속팀인 울산 현대 동료 김신욱과 함께 와일드카드로 출전하여 노동건이 선발로 출전한 라오스와의 A조 조별리그 최종전을 제외한 6경기에서 무실점 6클린시트의 눈부신 활약을 펼치며 대한민국의 28년만의 아시안 게임 통산 4번째 금메달 획득에 앞장섰다.

### 대한민국 A대표팀
2013년 8월 14일 2011년 코파 아메리카 준결승팀인 페루와의 친선 경기에서 국제 A매치 데뷔전을 치르자마자 안정적인 선방을 펼치며 홍명보 감독의 눈도장을 확실히 받았다.
이후 이듬해에 열린 2014년 FIFA 월드컵 본선 엔트리에 발탁된 뒤 벨기에와의 H조 조별리그 최종전에 선발로 출전하여 비록 벨기에에 0-1로 석패하며 1무 2패로 16년만의 월드컵 무승 조별리그 탈락의 수모를 당했음에도 불구하고 단 1점만 내주는 눈부신 선방쇼를 펼치면서 팀의 골문을 든든히 지켰다.
그리고 이듬해에 열린 2015년 AFC 아시안컵 본선 엔트리에 합류하여 김진현이 감기 증상으로 빠진 쿠웨이트와의 A조 조별리그 2차전에서 비록 무실점을 기록했음에도 불구하고 부정확한 킥과 수비진과의 소통 문제가 드러나며 나머지 경기에서는 모두 출전 기회를 부여받지 못했으나 팀은 27년만의 아시안컵 결승 진출 및 준우승의 쾌거를 이뤄냈다.
그 뒤 2015년 EAFF 동아시안컵에서 3경기 1실점 2클린시트의 활약으로 7년만의 통산 3번째 동아시안컵 우승컵을 안겼고 2017년 EAFF E-1 풋볼 챔피언십에서는 엔트리에 발탁되었다가 세르비아와의 친선전을 앞두고 진행된 훈련 도중 발목 부상으로 하차하면서 예비 멤버였던 성남 FC의 골키퍼 김동준이 그 자리를 대신했고 이듬해에 열린 2018년 FIFA 월드컵 엔트리에 발탁되었지만 같은 포지션인 조현우 골키퍼가 카잔의 기적을 이끄는 등 3경기 내내 눈부신 활약을 펼친 바람에 1경기도 출전하지 못했다.
2018년 FIFA 월드컵 종료 후 새롭게 부임한 파울루 벤투 감독하에 A대표팀의 핵심 골키퍼로 발탁된 뒤 2019년 AFC 아시안컵 본선에서 5경기 2실점 3클린시트를 작성하는 활약을 펼쳤지만 팀이 8강에서 강호 카타르에 0-1로 석패하면서 2회 연속 아시안컵 준결승 문턱에서 분루를 삼킴과 동시에 59년만의 아시안컵 우승에 실패하는 아픔을 겪었다.
그 후 자국에서 개최된 일본과의 2019년 EAFF E-1 풋볼 챔피언십 최종전에 출전하여 팀의 엄청난 수비력과 상대팀인 일본의 형편없는 공격력으로 인해 선방을 펼칠 기회가 없었음에도 이 대회 최우수 골키퍼로 선정되는 영예를 안았고 2022년 FIFA 월드컵 아시아 지역 2차 예선과 3차 예선에서도 대표팀의 주축 골키퍼로 맹활약하며 대한민국의 통산 11번째이자 10회 연속 월드컵 본선 진출의 대업을 이끌었다.
그리고 본인의 3번째 월드컵인 2022년 FIFA 월드컵을 통해 생애 처음으로 월드컵 대표팀 주전으로 발탁되었고 특히 UEFA 유로 2016 챔피언이자 UEFA 네이션스리그 초대 챔피언인 포르투갈과의 H조 조별리그 최종전에서 상대팀의 5개의 유효 슈팅을 막아내는 눈부신 활약을 바탕으로 2010년 이후 12년만의 대한민국의 월드컵 16강 진출의 쾌거를 이끌었다.
이후 FIFA 월드컵 최다 우승팀인 강호 브라질과의 16강전에서는 비록 1-4로 대패하며 8강 진출에는 실패했지만 상대팀의 9개의 유효 슈팅 가운데 무려 5개를 막아내며 엄청난 선방 능력을 과시했고 이러한 활약을 통해 팀내에서 가장 높은 평점을 받았다.

## A매치 클린시트
| #  | 경기일     | 경기장소       | 상대팀                 | 결과 | 비고                                    |
| -- | ---------- | -------------- | ---------------------- | ---- | --------------------------------------- |
| 1  | 2013/08/14 | 수원           | 페루                   | 0–0  | 친선 경기                               |
| 2  | 2014/01/25 | 로스앤젤레스   | 코스타리카             | 1–0  | 친선 경기                               |
| 3  | 2015/01/13 | 캔버라         | 쿠웨이트               | 1–0  | 2015년 AFC 아시안컵                     |
| 4  | 2015/06/11 | 콸라룸푸르     | 아랍에미리트           | 3–0  | 친선 경기                               |
| 5  | 2015/06/16 | 방콕           | 미얀마                 | 2–0  | 2018년 FIFA 월드컵 아시아 지역 2차 예선 |
| 6  | 2015/08/02 | 우한           | 중화인민공화국         | 2–0  | 2015년 EAFF 동아시안컵                  |
| 7  | 2015/08/09 | 우한           | 조선민주주의인민공화국 | 0–0  | 2015년 EAFF 동아시안컵                  |
| 8  | 2015/09/08 | 시돈           | 레바논                 | 3–0  | 2018년 FIFA 월드컵 아시아 지역 2차 예선 |
| 9  | 2015/10/08 | 쿠웨이트 시티  | 쿠웨이트               | 1–0  | 2018년 FIFA 월드컵 아시아 지역 2차 예선 |
| 10 | 2015/11/12 | 수원           | 미얀마                 | 4–0  | 2018년 FIFA 월드컵 아시아 지역 2차 예선 |
| 11 | 2016/03/27 | 방콕           | 태국                   | 1–0  | 친선 경기                               |
| 12 | 2016/09/06 | 스름반         | 시리아                 | 0–0  | 2018년 FIFA 월드컵 아시아 지역 3차 예선 |
| 13 | 2017/06/07 | 라스알카이마   | 이라크                 | 0–0  | 친선 경기                               |
| 14 | 2017/08/31 | 서울           | 이란                   | 0–0  | 2018년 FIFA 월드컵 아시아 지역 3차 예선 |
| 15 | 2017/09/05 | 타슈켄트       | 우즈베키스탄           | 0–0  | 2018년 FIFA 월드컵 아시아 지역 3차 예선 |
| 16 | 2018/02/03 | 안탈리아       | 라트비아               | 1–0  | 친선 경기                               |
| 17 | 2018/09/07 | 고양           | 코스타리카             | 2–0  | 친선 경기                               |
| 18 | 2019/01/01 | 아부다비       | 사우디아라비아         | 0–0  | 친선 경기                               |
| 19 | 2019/01/07 | 두바이         | 필리핀                 | 1–0  | 2019년 AFC 아시안컵                     |
| 20 | 2019/01/11 | 알아인         | 키르기스스탄           | 1–0  | 2019년 AFC 아시안컵                     |
| 21 | 2019/01/16 | 아부다비       | 중화인민공화국         | 2–0  | 2019년 AFC 아시안컵                     |
| 22 | 2019/03/22 | 울산           | 볼리비아               | 1–0  | 친선 경기                               |
| 23 | 2019/06/07 | 부산           | 오스트레일리아         | 1-0  | 친선경기                                |
| 24 | 2019/09/10 | 아슈하바트     | 투르크메니스탄         | 2-0  | 2022년 FIFA 월드컵 아시아 지역 2차 예선 |
| 25 | 2019/10/15 | 평양           | 조선민주주의인민공화국 | 0-0  | 2022년 FIFA 월드컵 아시아 지역 2차 예선 |
| 26 | 2019/11/14 | 베이루트       | 레바논                 | 0-0  | 2022년 FIFA 월드컵 아시아 지역 2차 예선 |
| 27 | 2019/12/18 | 부산           | 일본                   | 1-0  | 2019년 EAFF E-1 풋볼 챔피언십           |
| 28 | 2021/06/05 | 고양           | 투르크메니스탄         | 5-0  | 2022년 FIFA 월드컵 아시아 지역 2차 예선 |
| 29 | 2021/09/02 | 서울           | 이라크                 | 0-0  | 2022년 FIFA 월드컵 아시아 지역 3차 예선 |
| 30 | 2021/09/07 | 수원           | 레바논                 | 1-0  | 2022년 FIFA 월드컵 아시아 지역 3차 예선 |
| 31 | 2021/11/11 | 고양           | 아랍에미리트           | 1-0  | 2022년 FIFA 월드컵 아시아 지역 3차 예선 |
| 32 | 2021/11/16 | 도하           | 이라크                 | 3-0  | 2022년 FIFA 월드컵 아시아 지역 3차 예선 |
| 33 | 2022/01/21 | 안탈리아       | 몰도바                 | 4-0  | 친선경기                                |
| 34 | 2022/01/27 | 시돈           | 레바논                 | 1-0  | 2022년 FIFA 월드컵 아시아 지역 3차 예선 |
| 35 | 2022/02/01 | 두바이         | 시리아                 | 2-0  | 2022년 FIFA 월드컵 아시아 지역 3차 예선 |
| 36 | 2022/03/24 | 서울           | 이란                   | 2-0  | 2022년 FIFA 월드컵 아시아 지역 3차 예선 |
| 37 | 2022/06/06 | 대전           | 칠레                   | 2-0  | 친선경기                                |
| 38 | 2022/09/27 | 서울           | 카메룬                 | 1-0  | 친선경기                                |
| 39 | 2022/11/11 | 화성           | 아이슬란드             | 1-0  | 친선경기                                |
| 40 | 2022/11/24 | 알라이얀       | 우루과이               | 0-0  | 2022년 FIFA 월드컵                      |
| 41 | 2023/09/07 | 카디프         | 웨일스                 | 0-0  | 친선경기                                |
| 42 | 2023/09/12 | 뉴캐슬어폰타인 | 사우디아라비아         | 1-0  | 친선경기                                |
| 43 | 2023/10/13 | 서울           | 튀니지                 | 4-0  | 친선경기                                |
| 44 | 2023/11/16 | 서울           | 싱가포르               | 5-0  | 2026년 FIFA 월드컵 아시아 지역 2차 예선 |
| 45 | 2023/11/21 | 선전           | 중화인민공화국         | 3-0  | 2026년 FIFA 월드컵 아시아 지역 2차 예선 |
| 46 | 2024/01/06 | 아부다비       | 이라크                 | 1-0  | 친선경기                                |

## 경력

### 선수 경력
- 2006년 ~ 2015년 울산 현대
- 2016년 ~ 2019년 비셀 고베
- 2019년 ~ 2020년 울산 현대
- 2020년 ~ 2022년 가시와 레이솔
- 2022년 ~ 2025년 알샤바브
- 2025년 ~ FC 도쿄

## 수상 및 주요 성적

### 클럽
울산 현대
- K리그1 : 준우승 (2011, 2013, 2019)
- 리그컵 : 우승 (2011)
- AFC 챔피언스리그 : 우승 (2012)

비셀 고베
- 천황배 : 준결승 (2017)

가시와 레이솔
- J리그컵 : 준우승 (2020)

알샤바브
- 사우디 프로페셔널리그 : 4위 (2022-23)

### 국가대표팀
대한민국 U-23
- 아시안 게임 : 금메달 (2014), 동메달 (2010)

대한민국
- AFC 아시안컵 : 준우승 (2015)
- EAFF E-1 풋볼 챔피언십 : 우승 (2015, 2019)

### 개인
- K리그1 베스트 11 : 2013
- EAFF E-1 풋볼 챔피언십 최우수 골키퍼 : 2019

## 가족관계
- 배우자 : 김진경 (2024년 6월 17일 ~ 현재)